# Hypericum fissurale
Hypericum fissurale är en johannesörtsväxtart som beskrevs av Jurij Nikolajevitj Voronov. Hypericum fissurale ingår i släktet johannesörter, och familjen johannesörtsväxter. Inga underarter finns listade i Catalogue of Life.